# Чёрный кофе (пьеса)
«Чёрный кофе» (англ. Black Coffee) — пьеса британской писательницы детективного жанра Агаты Кристи, написанная в 1929 году и впервые вышедшая в 1930 году. Состоит из трёх действий. Первый же написанный фрагмент пьесы предназначался для театра, и с него началась успешная карьера Агаты Кристи как драматурга.
Через 22 года после смерти Агаты Кристи пьеса была переиздана в Великобритании и США в виде романа. Новеллизация произведения была предпринята австралийским писателем и музыкальным критиком Чарли Озборном с одобрения владельцев прав на произведения Агаты Кристи.

## История
Агата Кристи начала писать пьесу «Чёрный кофе» в 1929 году и закончила в конце того же года. В «Автобиографии» она писала: «это обычный шпионский триллер … полный клише, но, я думаю, не очень плохой». Тем не менее, её литературные агенты посоветовали ей полностью забыть о пьесе, и она была готова сделать это, пока друг, связанный с театром, не предположил, что её, возможно, стоит поставить. Премьера спектакля прошла 8 декабря 1930 года в лондонском театре Embassy Theater, где постановка смогла продержаться только до 20 декабря. Позже ещё несколько театров пытались возобновить спектакль, но это заканчивалось неудачами, и «Чёрный кофе» не мог нигде продержаться больше месяца.

## Действующие лица
- Эркюль Пуаро — бельгийский сыщик
- Капитан Артур Гастингс — верный друг Пуаро
- Старший инспектор Джепп — инспектор из Скотланд-Ярда и другой помощник Пуаро
- Сэр Клод Эмори — затворник, богатый ученый. Умирает от отравления гиосцина через его чёрный кофе.
- Ричард Эмори — единственный сын сэра Клода Эмори. Он вынужден был бросить армию и теперь живёт с отцом.
- Люсия Эмори — жена Ричарда, итальянка. Она и Ричард встретились год назад, полюбили друг друга и поженились. Её мать умерла, прежде чем она встретила Ричарда и очень мало известно о её жизни.
- Кэролайн Эмори — старая дева, сестра сэра Клода Эмори, чопорная женщина, которая символизирует викторианские идеалы. Она, может быть, под большим пальцем её брата, но практически матриарх в домашнем хозяйстве.
- Барбара Эмори — племянница Кэролайн, полная противоположность своей тете и редко думает дважды, прежде чем сказать что-то.
- Эдвард Рейнор — секретарь сэра Клода Эмори.
- Доктор Карелли — знакомый Люсии, предположительно, старый итальянский друг. Люсия и Карелли встретились после долгого времени несколько дней назад, и теперь он является гостем в резиденции Эмори.

## Содержание
Действие происходит в библиотеке в Эбботс-Клив и в доме сэра Клода Эмори, около 25 миль от Лондона.
Действие 1
- 8:30 вечера

Действие 2
- Следующее утро

Действие 3
- Пятнадцать минут спустя

## Сюжет
Эркюль Пуаро и его друг Артур Гастингс получают приглашение к известному физику сэру Клоду Эмори. Когда они приезжают, он уже мёртв. Сюжет крутится вокруг украденной у Эмори формулы и размышлений Пуаро, кто из членов семьи (или гостей) является убийцей.